# Ralph Lauren Corporation
Ralph Lauren Corporation è una società statunitense quotata alla New York Stock Exchange attiva nel settore dell'abbigliamento, del marketing e della distribuzione di prodotti in quattro categorie: abbigliamento, casa, accessori e profumi.

## Storia

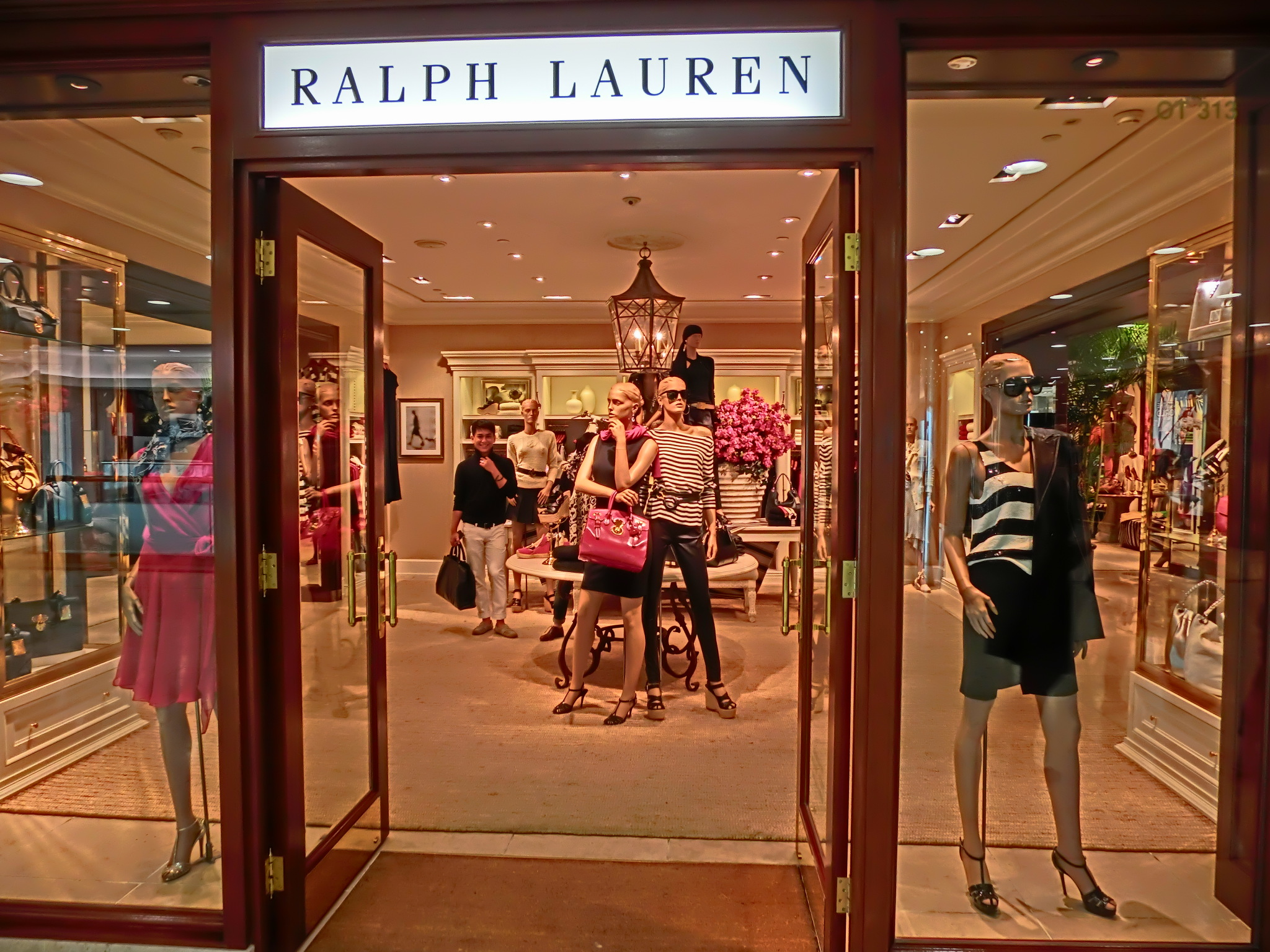
Negozio Ralph Lauren a Hong Kong

I marchi dell'azienda includono Polo Ralph Lauren, Ralph Lauren Collection, Lauren Ralph Lauren, Double RL, Ralph Lauren Childrenswear, Denim & Supply Ralph Lauren, Chaps e Club Monaco. Ralph Lauren Corporation è una holding americana quotata in borsa con sede a New York, fondata nel 1967 dallo stilista americano Ralph Lauren. Nel 2014 occupava circa 24.000 dipendenti. Nel 2016 l'azienda ha fatturato 7,4 miliardi di dollari statunitensi.

## Curiosità
- Nella serie TV Friends, Rachel Green (interpretata da Jennifer Aniston) lavora per Ralph Lauren.
- Nella serie TV Sex and the City, Natasha (interpretata da Bridget Moynahan) lavora per Ralph Lauren[3].